# Temnora brunnea
Temnora brunnea är en fjärilsart som beskrevs av Rothschild 1894. Temnora brunnea ingår i släktet Temnora och familjen svärmare. Inga underarter finns listade i Catalogue of Life.